# Galera (Grenada)
Galera – gmina w Hiszpanii, w prowincji Grenada, w Andaluzji, o powierzchni 117,89 km². W 2011 roku gmina liczyła 1243 mieszkańców.
W obszarze miejskim znajduje się wiele domów jaskiniowych, tradycyjnych w regionach południowo-wschodniej i Murcji.